# 捏造 (科学)
科学的探求および学術研究における捏造（ねつぞう、でつぞう、英: Fabrication）は、存在しないデータや研究結果等を意図的に作成し、研究成果や学業成果として学術出版、論文、書籍、申請書、レポート（調査や研究等の報告書、学校で課題として提出する小論文）などで発表・申請・提出、あるいは口頭で発表する行為。研究不正の一種。

## 全体像
研究における捏造行為は、研究公正・研究倫理に違反する行為であって、一般的には法律に抵触せず犯罪として扱われない。しかし、重大な捏造行為は詐欺罪などの犯罪に該当することが多い。中国では捏造を含めた研究不正によって健康被害が生じた場合、最大で死刑が言い渡されることもある。
日本を含めほとんどの先進国では、学術界の不正行為を捏造、改竄、盗用の3つと定義しており捏造は科学における不正行為とみなされる。2014年に文部科学省は捏造、改竄、盗用の3つを「特定不正行為」と命名している。
学術界では理系分野に限定せず、心理学、法学、文学などを含め、すべての分野を対象に、大学教員、研究者、大学院生に捏造を禁じている。
米国の高等教育界では、捏造行為を重大な学業不正の1つとみなし、大学院生、学部生に禁じている。重大な捏造をすればほぼ退学処分になる。学位論文審査で発覚すれば、捏造の質と量に応じ警告レベルから学位の不授与や退学処分まである。また、一度授与された学位でもはく奪されることが多い。
一方、日本の高等教育界では学則で禁止していた大学は少なかったが、最近学則で禁止するようになり、「けん責」、「停学」、「退学」処分と記述するようになった。

## 定義

### 日本
基本は、2006年の文部科学省のガイドライン「研究活動の不正行為への対応のガイドラインについて」である。このガイドラインを、2014年8月26日に改訂した。前文は変更されたが、「改竄」の定義の変更はない。以下、2014年版ガイドライン「研究活動における不正行為への対応等に関するガイドライン」に記載された不正行為を引用する。
2014年8月26日の改訂で、捏造、「改竄」、盗用」の各定義は変わらないが、この3つを「特定不正行為」と命名した。
また、冒頭部分は2006年版の「本ガイドラインの対象とする不正行為は、発表された研究成果の中に示されたデータや調査結果等の捏造と改竄、及び盗用である。ただし、故意によるものではないことが根拠をもって明らかにされたものは不正行為には当たらない。」が2014年版で変更された。
2014年版では、「故意によるものではないことが根拠をもって明らかにされたものは不正行為には当たらない」という文章がなくなり、「研究者としてわきまえるべき基本的な注意義務を著しく怠った」場合は不正とみなされることになった。

### 米国
米国は、2000年12月6日、ホワイトハウス の大統領府科学技術政策局 (OSTP: Office of Science and Technology Policy) が連邦政府規律（Federal Research Misconduct Policy）を発表した。この方針が米国の基本で、ほぼすべての政府機関はこの方針に従う。もちろん、研究公正局もこの定義に従う。
前文に次の文章がある。
そして一行の定義がある。

## 捏造の具体例
英語版ウィキペディアが示す例
- 実験を全くしないで実験データを作ること。英語ではこの行為を「dry-labbing」と呼ぶ。日本語に訳すと「カラ実験」である。

米国・マイアミ大学が示す例
- 心理学などで、インタビューしていない人の架空のアンケート回答を作る。
- 実際には実験していないのに、実験したかのような実験データを作成する。
- 統計的な妥当性を高めるために、実際に集めた一連のデータに架空のデータを加える。
- 臨床研究などで、法令順守に従うために、架空の治療経過記録（clinical note、progress note）を研究記録に挿入する。

米国・NIHが示す例
- 多くの（あるいは一定数の）参加者を集めなければならないという期待と圧力に負けて、研究コーディネーターが架空の人物名と参加者情報を記入して医薬品の治験参加書を作成した。
- バーモント州の生物医学研究者エリック・ポールマン（Eric Poehlman）が実在しない患者のデータをでっちあげた。
- パーキンソン病研究者のモナ・ティルチェルヴァン（Mona Thiruchelvam）事件を参照のこと。

## 捏造事件のリスト
事件の網羅的リストではない。数例を示す。

### 生物学・医学
- サマーリン事件（1974年）
- ランセットMMR自閉症詐欺(英語版)（1998年） - アンドリュー・ウェイクフィールドによる自閉症とMMRワクチンを関連付ける捏造論文[12][13]
- ポールマン事件（2001年）
- ES細胞論文不正事件（2004年）
- ルーベン事件（2009年）
- 元東邦大准教授の麻酔医による論文内の大量データ捏造（2012年）
- iPS細胞を使った世界初の心筋移植手術の捏造と誤報（2012年）[14]
- 京都府立医科大学教授によるバルサルタンの臨床試験データなどの論文捏造（2013年）[15]
- 刺激惹起性多能性獲得細胞（STAP細胞）（2014年）

### 物理学
- ベル研シェーン事件（2002年）

### 考古学
- ピルトダウン人（1911年）
- 別黄字銃筒捏造事件（1995年）
- 旧石器捏造事件（2000年）

### 工学
- ナイロンザイル事件における公開実験（1955年）
- デビッド・ギルバートによるトヨタ自動車の大規模リコールに関する実験（2010年）

## 発覚の結末
欧米の場合、捏造が発覚すれば、多くの場合、研究者としての人生は終わる。というのは、不正研究をしたことで、所属機関から懲戒免職・懲戒解雇され、研究助成機関からの研究助成金は没収または返還が要求される。学術界は狭い世界で、かつ、競争が激しいため、不正研究を犯した研究者は、通常の大学・研究機関で再び採用されることはまれである。そのうえ、数年間は研究助成機関からの研究助成を受けられない。出版社からは、論文の掲載が断られる。
しかし、例外もある。特に研究者の地位が高く優れた業績をあげていた場合、学術界は、当該研究者の業績が傷つかないように結束して防御することがある。
韓国では、元ソウル大学教授の黄禹錫の捏造事件が世界を騒がせた。2004年のサイエンス論文、2005年のネイチャー論文が捏造だとされたことから始まり、研究費不正、韓国の生命倫理法違反まで広がり、2014年2月に韓国の最高裁で懲役1年6か月、執行猶予2年の刑が確定した。しかし、2014年、研究に復帰したと、ネイチャーやサイエンスが報道した。
日本では、理化学研究所の小保方晴子によるSTAP細胞事件が世界を騒がせた。2014年にネイチャーに論文が発表され若返りも不可能ではない夢の細胞現象だと一躍注目を浴びたが、世界の研究者達から再現不可能との疑義や論文の捏造等が指摘され、ほどなく捏造や改竄があったと認定されて論文は撤回され、論文に関わった同研究所発生再生科学総合研究センター副センター長の笹井芳樹の自殺にまで発展する騒動となり、結局STAP細胞の存在は確認できなかったと結論づけられた。
日本は、不正研究に対する認識が欧米に近づきつつあるとはいえ、欧米に比べ処分はかなり甘い。また処分の軽重もバラバラである。学術界から追放されない不正研究者も多数存在する。ナイロンザイル事件における公開実験で不正を行った東京製綱と大阪大学工学部教授の篠田軍治には処分は無く、篠田は日本山岳会の名誉会員になっている。
学位論文で捏造が発覚すれば、欧米の場合、かつて授与された学位が取り消されることが多い。日本は欧米の基準を徐々に採用しつつある。例えば、東京大学は、2005-2007年に博士号を授与した3人の元大学院生の博士論文にデータ捏造や改竄があったという理由で、2015年3月27日、博士号を取り消した。
なお、ヘンドリック・シェーンの場合は幾分特殊である。2004年、ヘンドリック・シェーンは、米国のベル研究所の調査委員会からデータ捏造で有罪であるとされた。その後、ドイツのコンスタンツ大学から博士号がはく奪された。シェーンの不正研究は米国のベル研究所でなされたものであって、彼がドイツのコンスタンツ大学で博士号を取得した研究は問題視されていなかった。にもかかわらず、博士号がはく奪されたのである。コンスタンツ大学職員によれば、ベル研究所で不正研究を行なったという理由でコンスタンツ大学の博士号がはく奪されたとのことである。
日本では、博士論文に不正がない研究者が、後に、別の研究で不正研究をしたからという理由で、博士号が取り消された例はない。
欧米では学位以外の免許などが取り消される例もあり、捏造論文を執筆したアンドリュー・ウェイクフィールドは医療行為ではなく研究の不正により医師免許を剥奪されている。

## 全体の参考文献
- 白楽ロックビル『科学研究者の事件と倫理』講談社、東京、2011年。ISBN 9784061531413。
- 山崎茂明『科学者の不正行為―捏造・偽造・盗用』丸善、東京、2002年。ISBN 978-4621070215。